# Kenki Satō

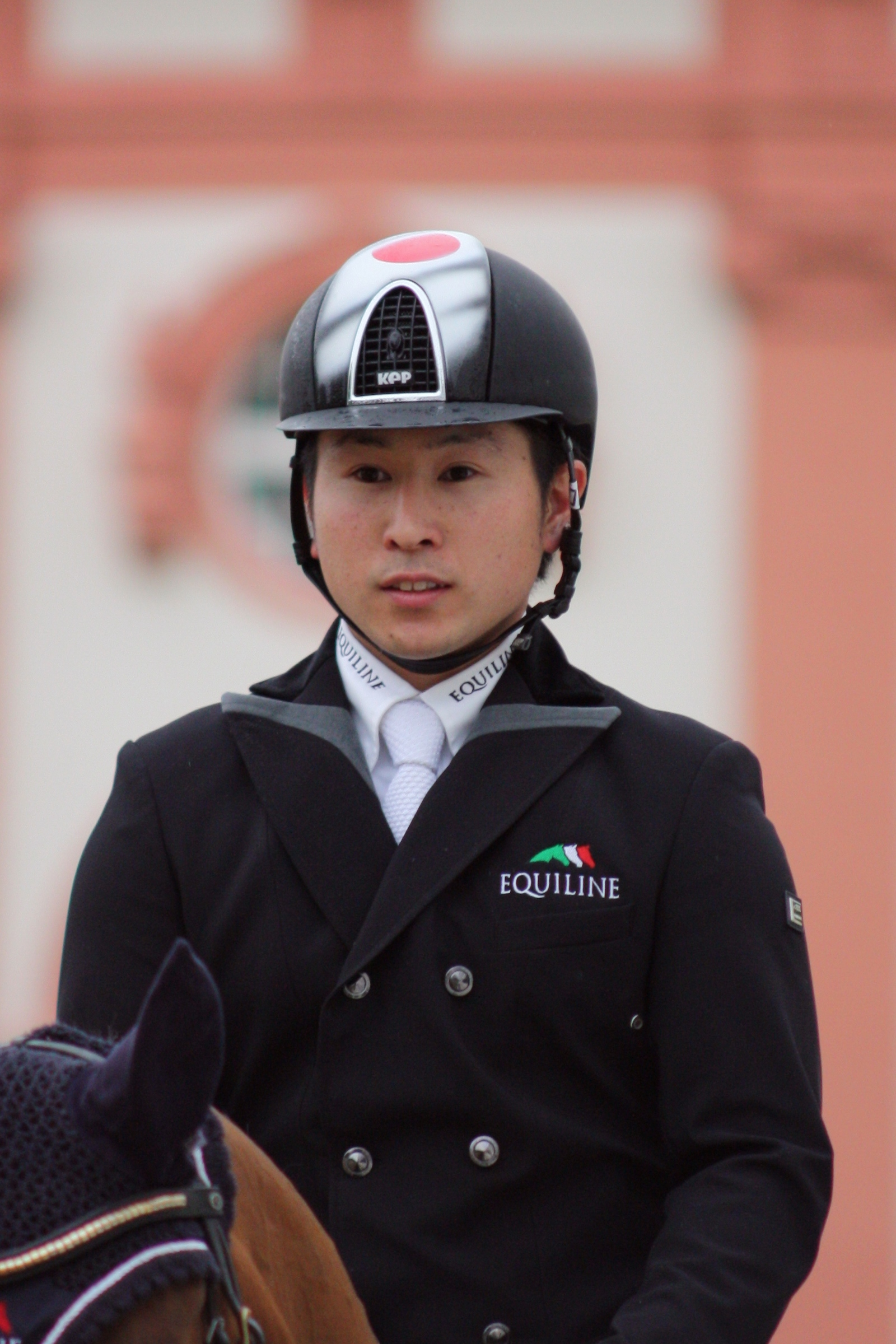
Kenki Satō beim Internationalen Pfingstturnier Wiesbaden 2013

Kenki Satō (jap. 佐藤 賢希, Satō Kenki; * 11. Juli 1984 in Ogawa in der Präfektur Nagano, Japan) ist ein zen-buddhistischer Mönch, der als Vielseitigkeitsreiter bei den Olympischen Sommerspielen in London mit der japanischen Mannschaft den 12. Platz belegte.

## Privates
Kenki ist ein Mitglied einer japanischen Reiter- und Priesterfamilie. Er wuchs mit seinen Geschwistern im Bergdorf Ogawa in der 450 Jahre alten buddhistischen Tempelanlage Myōshō-ji (明松寺) auf.
Er studierte Recht an der Meiji-Universität in Tokio.

## Reiterleben

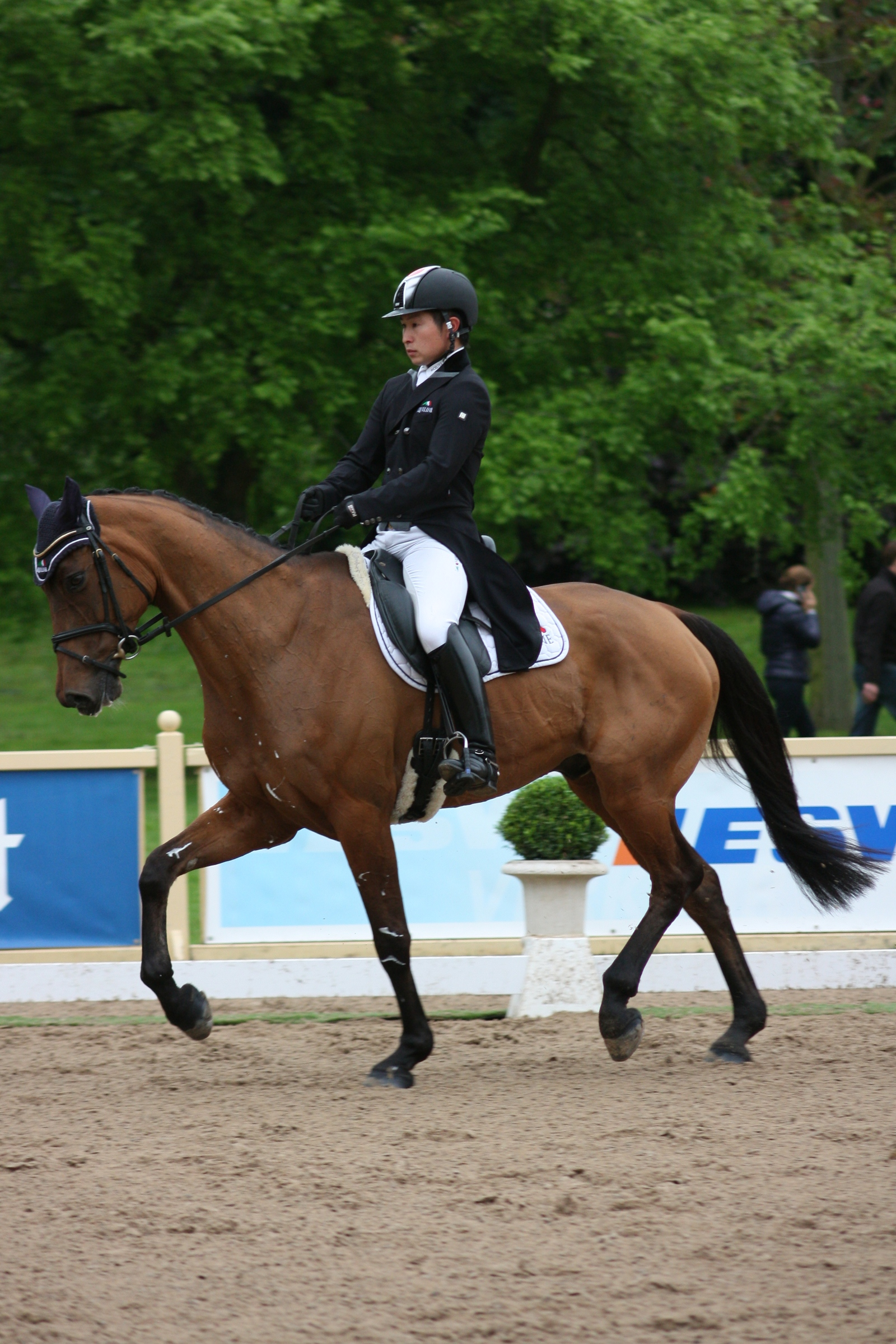
Kenki Satō mit Chippieh beim Internationalen Pfingstturnier Wiesbaden 2013

Kenki reitet seit seinem siebten Lebensjahr. In seiner Kindheit erreichten den tief in Bergen liegenden Tempel keine Automobile, sondern zur Fortbewegung und zum Transport wurden Pferde benutzt. Sein Vater Shōdō (佐藤 正道) ist Abt (jūshoku) des Tempels und war 1980 als Mitglied der japanischen Reiter-Equipe für die Olympischen Sommerspiele 1980 in Moskau nominiert, allerdings konnte er wegen des damaligen Olympiaboykotts nicht daran teilnehmen. Neben dem Tempel befindet sich eine Reitanlage, wo sein Vater Shōdō und sein Bruder Eiken, seine Schwester Tae (佐藤 泰) und Kenki auf Pferden trainieren. Tae gewann fünfmal einen nationalen Reitwettbewerb. Eiken, auch ein Zen-Priester, war Mitglied der japanischen Springreiter-Equipe der Olympischen Sommerspiele 2008. Die Reitsportwettbewerbe fanden hierbei in Hongkong statt.

## Reitsport
Kenki verzichtete auf eine Teilnahme an den Olympischen Sommerspielen 2008, um seine Priesterausbildung abzuschließen.
Nach seiner Priesterweihe im Jahr 2010 ging er zum deutschen Olympiateilnehmer Dirk Schrade nach Sprockhövel, um sich auf seine Olympiateilnahme 2012 vorzubereiten. Seit dem Sommer 2011 trainiert er in Horb-Altheim beim Olympiasieger 2012, Welt- und Europameister der Vielseitigkeitsreiter Michael Jung.
In Altheim leben jetzt auch Kenkis Ehefrau Kiyo, die für die Pflege seiner Pferde zuständig ist, und ihre gemeinsamen beiden Kinder, sowie seine Pferde Chippieh und Toy Boy.
Als Teilnehmer an den 16. Asienspielen 2010 im chinesischen Guangzhou gewann er die Goldmedaille in der Vielseitigkeits-Einzelwertung.
Bei den Olympischen Spielen 2012 lag er mit seinem Pferd Chippieh nach der Dressur auf dem 15. Rang. Im Gelände stürzte er jedoch, was für ihn das vorzeitige Ende des Wettkampfs bedeutete. Die japanische Mannschaft erreichte den 12. Rang.
Nach seiner Olympiateilnahme wollte er bis zum Winter 2012 in Deutschland bleiben und anschließend nach Ogawa zurückkehren. Laut Michael Jungs Vater wurde dieser Plan jedoch verworfen: „Kenki hat im Stall bitterlich geweint. Am nächsten Tag sind seine Eltern, die hier in London waren, zu mir gekommen und haben gefragt, ob Kenki weiterhin Michaels Schüler bleiben dürfe, sein Ziel seien ja die WM 2014 und die Spiele von Rio.“ Somit wird Satō weiterhin in Deutschland ansässig sein.